# ファンタスチコ
『ファンタスチコ』（ブラジルポルトガル語: Fantástico）は、ジョゼ・ボニファシオ・デ・オリベイラ・ソブリニョによって作成された、1973年8月5日以降、毎週日曜日の夜にヘジ・グローボで放送されるブラジルの毎週のテレビニュース番組。タイトルの意味は「素晴らしい」。